# 金刚2 愤怒的百万吨拳头
《金刚2 愤怒的百万吨拳头》是一款由科乐美于1986年根据同年的美国电影《金刚复活》制作和发行的冒险类游戏。 本游戏于1986年12月18日在日本地区FC游戏机发行。
在世界贸易中心被击倒之后，金刚仍旧活着并昏迷了将近10年。一个雌性金刚被发现。
玩家控制着金刚，去寻找雌性金刚。游戏有九个迷宫般的世界，玩家需要通过诸如军事基地、山脉、丛林、城市及地底。